# Comme chiens et chats : La Revanche de Kitty Galore
Série
Comme chiens et chats
(2001) Comme chiens et chats : Patte dans la patte
(2020)
Pour plus de détails, voir Fiche technique et Distribution.
Comme chiens et chats : La Revanche de Kitty Galore - ou Chats et chiens : La revanche de Kitty Galore au Québec - (Cats and Dogs: The Revenge of Kitty Galore) est un film américain réalisé par Brad Peyton, sorti en 2010. Il s'agit de la suite du film Comme chiens et chats.
Une suite a été faite, Comme chiens et chats : Patte dans la patte, se passant 10 ans après.

## Synopsis
Kitty Galore est un chat nu, ancien agent du M.I.A.O.U, qui a perdu tous ses poils lors d'une mission. Elle veut se venger des humains qui l'ont abandonnée à la suite de cet accident et de leurs meilleurs amis, les chiens, en diffusant sur la planète entière un son qui rendra les chiens fous et contraindra les humains à s'en débarrasser définitivement. Kitty Galore compte ainsi soumettre les humains sans défense et dominer la Terre. à moins que les autres chats et les chiens s'en mêlent à leur tour.

## Fiche technique
- Titre : Comme chiens et chats : La revanche de Kitty Galore
- Titre original : Cats & Dogs: The Revenge of Kitty Galore
- Musique : Christopher Lennertz
- Photographie : Steven Poster
- Montage : Julie Rogers
- Producteurs : Polly Cohen, Andrew Lazar, Greg Michael et Brent O'Connor
- Société de distribution : Warner Bros. Pictures
- Budget : 150 millions de dollars
- Langue : anglais
- Dates de sortie :
  - États-Unis : 30 juillet 2010
  - France : 4 août 2010
- Dates de sortie DVD :
  - États-Unis : 16 novembre 2010
  - France : 4 décembre 2010
- Format:couleur(deluxe), 1.85.1 (academie flats), dolby digital

## Distribution
Source et Légende doublage : VF = Version Française et VQ = Version Québécoise
- James Marsden (VF : Philippe Valmont ; VQ : Pierre Auger) : Diggs (voix)
- Nick Nolte (VF : Franck Capillery ; VQ : Sylvain Hétu) : Butch (voix)
- Christina Applegate (VF : Charlotte Valandrey ; VQ : Aurélie Morgane) : Catherine (voix)
- Katt Williams (VF : Lucien Jean-Baptiste ; VQ : Louis-Philippe Dandenault) : Seamus (voix)
- Bette Midler (VF : Michèle Bardollet ; VQ : Viviane Pacal) : Kitty Galore (voix)
- Neil Patrick Harris (VF : Alexis Tomassian ; VQ : François Godin) : Lou (voix)
- Sean Hayes (VF : Bernard Alane ; VQ : Daniel Lesourd) : M. Tinkles (voix)
- Wallace Shawn (VF : Vincent de Boüard ; VQ : Jacques Lavallée) : Calico (voix)
- Roger Moore (VF : Frédéric Cerdal ; VQ : Marc-André Bélanger) : Tab Lazenby (voix)
- Joe Pantoliano (VF : Jean-Claude Donda ; VQ : Olivier Visentin) : Peek (voix)
- Michael Clarke Duncan (VF : Benoît Allemane ; VQ : Guy Nadon) : Sam (voix)
- Chris O'Donnell (VF : Pierre Tessier ; VQ : Gilbert Lachance) : Shane
- Jack McBrayer (VF : Mathias Kozlowski ; VQ : Philippe Martin) : Chuck
- Fred Armisen : Friedrich
- Kiernan Shipka : une petite fille
- Paul Rodriguez : Crazy Carlito (voix)
- Elizabeth Daily : Scrumptious / Peaches / Nièce de Catherine (voix)
- Phil LaMarr : Paws / Chat analyste espion (voix)
- Michael Beattie (VF : Luc Boulad) : Angus MacDougall (voix)
- Jeff Bennett : Duncan MacDougall (voix)